# 4544 Ксант
4544 Ксант (енгл. 4544 Xanthus) је Аполо астероид са средњом удаљеношћу од Сунца која износи 1,041 астрономских јединица (АЈ).
Апсолутна магнитуда астероида је 17,1.